# 671 Carnegia
671 Carnegia este un asteroid din centura principală, descoperit pe 21 septembrie 1908, de Johann Palisa.